# Chardonneret à croupion jaune
Spinus uropygialis
Espèce
Statut de conservation UICN

 LC  : Préoccupation mineure
Le Chardonneret à croupion jaune (Spinus uropygialis, anciennement Carduelis uropygialis) est une espèce de passereaux de la famille des fringillidés (ou Fringillidae).

## Distribution
Cet oiseau niche dans le centre du Chili (Santiago, Aconcagua, Coquimbo et Atacama). Il hiverne dans le sud (Colchagua) et le nord du Chili (Antofagasta et Tarapaca) et dans l’ouest de l’Argentine (Neuquén, Mendoza, San Juan, ouest de La Rioja, Catamarca, Puna et Jujuy). En migration maximale, il peut atteindre le sud du Pérou (Tacna, Arequipa, Ayacucho, Huancavelica, Junin, Huánuco et La Libertad) et la Bolivie (La Paz, Challapata et Beni).

## Habitat
Le chardonneret à croupion jaune est une espèce montagnarde occupant les zones subtropicales et tempérées des Andes entre 2500 et 3 500 m mais à plus basse altitude hors saison de reproduction. Quelques observations ont été rapportées à 4 000 m sur les hautes plaines (punas) balayées par des vents glacés. Il fréquente les versants recouverts de touffes d’herbes (paramos), les hautes steppes andines, les zones légèrement boisées (surtout des formations de Polylepis), les ravins, les escarpements et les gorges parsemés de buissons et de broussailles ainsi que les abords des cultures.

## Alimentation
Le chardonneret à croupion jaune se nourrit, dans les buissons, les plantes herbacées ou sur le sol, de graines de différentes plantes et, occasionnellement, de quelques insectes.
D’autres plantes ont été répertoriées, photos à l’appui, par Ottaviani (2011) comme des bourgeons d’acacia Acacia caven, fagacée ; des graines du séneçon Senecio spinosus, astéracée et une ramille de genévrier.

## Nidification
Ce chardonneret place parfois son nid dans des touffes de plantes accrochées aux parois rocheuses abruptes, dans des cavités et des crevasses de rochers, sur le tapis de graminées, à l’intérieur d’une touffe d’herbe qui le rend alors totalement invisible. Le nid est confectionné extérieurement de racines, mousse, lichens et brindilles et, intérieurement, de duvet végétal, crin, plumes et radicelles. Il contient quatre-cinq œufs blanc rosé ou blanc verdâtre tachetés de brun (Ottaviani 2011).